# 팔러먼트 힐
팔러먼트 힐(영어: Parliament Hill 프랑스어: Colline du Parlement)은
오타와 강의 남쪽 강둑 옆에 있으며 캐나다의 수도 오타와의 다운타운 지역에 있는 왕실소유지이다. 고딕 리바이벌 양식으로 지어진 시설은 캐나다 의회의 소재지로 유명하다.
팔러먼트 힐의 부지는 18세부터 19세기 초반까지 군사기지로 쓰였다. 빅토리아 여왕은 바이타운을 캐나다 식민지의 수도로 어명을 내린 결과로 1859년에 그 땅이 국정운영의 용도로 바꿔 개발하였다. 입법과 행정과 관련된 시설물들의 증설과 센터 블록을 파괴하였던 1916년 화재사건이 있는 이후로부터 팔러먼터 힐은 1927년의 평화의 탑의 완성으로 오늘날의 모습을 갖추었다. 2002년부터 2020년까지 팔러먼트 힐의 모든 건물은 약 10억 캐나다 달러가 드는 수리와 복구 작업으로 보수한다.

## 역사
팔러먼트 힐은 원래 너도밤나무와 솔송나무로 뒤덮인 원시림이 있었던 약하게 경사진 꼭대기가 솟은 대리석 노두였다.

## 같이 보기
- 센터 블록

## 참고 자료
1. ↑  일상 생황레서 단순히 The Hill이라고 부른다.